# يوم الفداء (فلم 2021)
يوم الفداء (بالإنجليزية: Redemption Day) فيلم إثارة وأكشن أمريكي للمخرج هشام حاجي لعام 2021، كتب السيناريو هشام حاجي وسام تشويا، وقام بالبطولة غاري دوردان، وسيريندا سوان، واندي جارسيا. يروي الفيلم قصة بطل الحرب براد باكستون عندما يختطف الإرهابيون حب حياته ويحتجزونها مقابل فدية، ويسابق عقارب الساعة لإنقاذها في عملية جريئة ومميتة تضعه في مواجهة أقوى القوى الخفية. صدر الفيلم في الولايات المتحدة في 8 يناير 2021.

## طاقم التمثيل
- غاري دوردان: في دور براد باكستون
- سيريندا سوان: في دور كيت باكستون
- اندي جارسيا: في دور السفير ويليامز
- بريس بكستر: في دور يونس لاليج
- إرني هدسون: في دور إد باكستون
- مارتن دونوفان: في دور توم فيتزجيرالد
- روبرت كنيبر: في دور اللوبي النفطي الغامض
- سامي نصري: في دور جعفر الهادي
- دون بيج: في دور الضابط عصام
- جاي فوتليك: في دور رئيس الولايات المتحدة
- ليليا حاجي: في دور كلير باكستون
- مهدي الوزاني: في دور الإمام مالك
- إبراهيم رشيكي: في دور جان رشيدي
- كريم سعيدي: في دور أبو كريم
- جو دراغو: في دور مدير وكالة المخابرات المركزية[2]

## ملخص أحداث الفيلم
يعود الكابتن البحري براد باكستون إلى زوجته وابنته الصغيرة بعد مشاركته في مهمة إنسانية في سوريا انحرفت عن مسارها. سرعان ما يتضح أن باكستون يعاني من اضطراب ما بعد الصدمة نتيجة للتجربة، ولا يجد باكستون متسع من الوقت للراحة. تشرع زوجته عالمة الآثار كيت (سيريندا سوان) بعد وقت قصير من وصوله، في رحلة إلى المغرب للتنقيب عن مدينة قديمة مخفية اكتُشفت مؤخرًا تحت الصحراء.
يبدو ان كيت والعديد من زملائها إما قتلوا أو اختطفهم إرهابيين إسلاميين، بقيادة جعفر الهادي (سامي نصري)، بعد عبور الحدود إلى الجزائر. يسافر باكستون إلى المغرب لقيادة مهمة إنقاذ زوجته وطاقم رحلتها.

## استقبال الفيلم
كتب موقع الناقد روجر إيبرت: «يقدم فيلم الإثارة هذا العمل المحرج وليس الإثارة الحقيقية. هذا هو الظهور الأول للمخرج والكاتب المشارك هشام حاجي بفريق عمل مثير للإعجاب ولكن بعد ذلك يبرز هؤلاء الممثلين في أدوار مرسومة بشكل رقيق. الحوار ثقيل، والوتيرة تتباطأ، وقيم الإنتاج غير متسقة لدرجة أنها غالبًا ما تكون رخيصة بشكل مثير للضحك».
كتب موقع (ايه + موفيز) فيلم الإثارة هذا بطيئًا ومربكًا، وكان قديمًا وعامًا تمامًا ومنخفض التكلفة، بدون مفاجآت أو أي إثارة حقيقية. كان عمل حجي بالكاميرا فظيعًا أيضًا، كان بإمكانه فصل الدراما للصف الخامس تقديم إنتاج أفضل. بدلاً من إضاعة الوقت في هذه المراجعات الزائفة، ربما كان يجب أن تتم مراجعة سيناريو الفيلم وتحريره بشكل صحيح بواسطة كاتب متمرس".
كتب جيف تيرنر على موقع أكشن ريلوديد Action Reloaded: «يقدم هشام حاجي فيلمًا قويًا يتميز ببعض تسلسلات الأكشن الممتعة وخاتمة مثيرة مع شخصيات رائعة وبطل رئيسي رائع في شكل براد باكستون. يوم الخلاص مليء بالحبكة والعاطفة ويقدم إصلاحًا للعمل الذي كنا نتوق إليه».

## جوائز وترشيحات
- 2021 : جائزة أفضل فيلم إثارة للمخرج هشام حجي خلال مهرجان مونتريال للسينما المستقلة.[7][8]

## وصلات خارجية
- مقالات تستعمل روابط فنية بلا صلة مع ويكي بيانات
- يوم الفداء (فيلم 2021)
- يوم الفداء (فيلم 2021)
- يوم الفداء (فيلم 2021)